# Ourang Medan
S.S. Ourang Medan var ett nederländskt fraktskepp som sägs varit med om en olycka i indonesiskt farvatten då hela dess besättning omkom under mystiska omständigheter. Berättelsen påstås vara sann men man kan inte hitta någon rapport om olyckan, eller ens att ett sådant skepp någonsin funnits.

## Fartyget
Ordet Ourang (även skrivet som Orang) är det malajiska eller indonesiska ordet för "man" eller "person", medan ordet Medan är den största staden på den indonesiska ön Sumatra. En ungefärlig översättning av Ourang Medan blir Mannen från Medan. Berättelser om skeppets förlisning har funnits i olika böcker och tidskrifter, främst inom forteana, men deras fakta är ifrågasatta och inte verifierade. Man har dessutom inte funnit några uppgifter på när skeppet byggdes. Alla undersökningar har varit resultatlösa.

## Olyckan
Under februari 1948 fick två amerikanska fartyg ett nödmeddelande från det nederländska skeppet Ourang Medan. En radiooperatör på Ourang Medan rapporterade att alla i besättningen var döda, och avslutade meddelandet med orden "jag dör", innan det tog slut. Ett av de amerikanska fartygen, Silver Star, lokaliserade Ourang Medan och gick ombord. Själva fartyget var oskadat, men det låg kroppar överallt. Man kunde inte se några skador på kropparna. En brand bröt ut i lastutrymmet och amerikanerna blev tvungna att evakuera skeppet. Efter det vittnade man hur skeppet exploderade och sjönk – vilket gjorde en utredning omöjlig.

## Teorier

### Osäker frakt av farligt material
Denna teori bygger på att Ourang Medan smugglade olika kemiska ämnen som kaliumcyanid och nitroglycerin. Enligt denna teori skulle havsvatten kommit in i frakten och gett ifrån sig en reaktion av giftiga gaser, vilket skulle ha förgiftat besättningen. Sen skulle vattnet reagerat med nitroglycerinet, vilket skulle ha gjort att skeppet exploderat.

### Förgiftning genom kolmonoxid
Denna teori pekar på att kolmonoxid på något sätt skulle ha frisläppts, vilket skulle ha dödat besättningen. Kolmonoxiden skulle ha kunnat skapas av elden i lastutrymmet.

### Paranormalt
Vissa författare tror att ett UFO, eller någon sorts paranormal kraft, skulle ha kunnat attackera besättningen. "Bevisen" på detta, anser de, är de döda kropparnas positioner, de skräckslagna ansikten, samt att vissa "pekade" på en okänd fiende.

## Skepticism
Den ursprungliga orsaken till olyckan har aldrig hittats. Flera skribenter noterar omöjligheten med att finna någon historisk beskrivning. Själva namnet Ourang Medan kunde aldrig hittas i några andra länder, inklusive Nederländerna. Det amerikanska fartyget, Silver Star, har däremot funnits, och har varit inblandat i en misslyckad räddning, men på grund av informationsbrist om Ourang Medan tror man nu att historien är överdriven eller till och med påhittad.